# 弗里德姆鎮區 (阿肯色州波爾克縣)
弗里德姆鎮區（英語：Freedom Township）是位於美國阿肯色州波爾克縣的一個行政鎮區。

## 地方資料
弗里德姆鎮區的面積為97.72平方千米，當中陸地面積為96.71平方千米，而水域面積為1.01平方千米。根據2010年美國人口普查的數據，當地共有人口482人，而人口密度為每平方千米4.93人。